# Blech

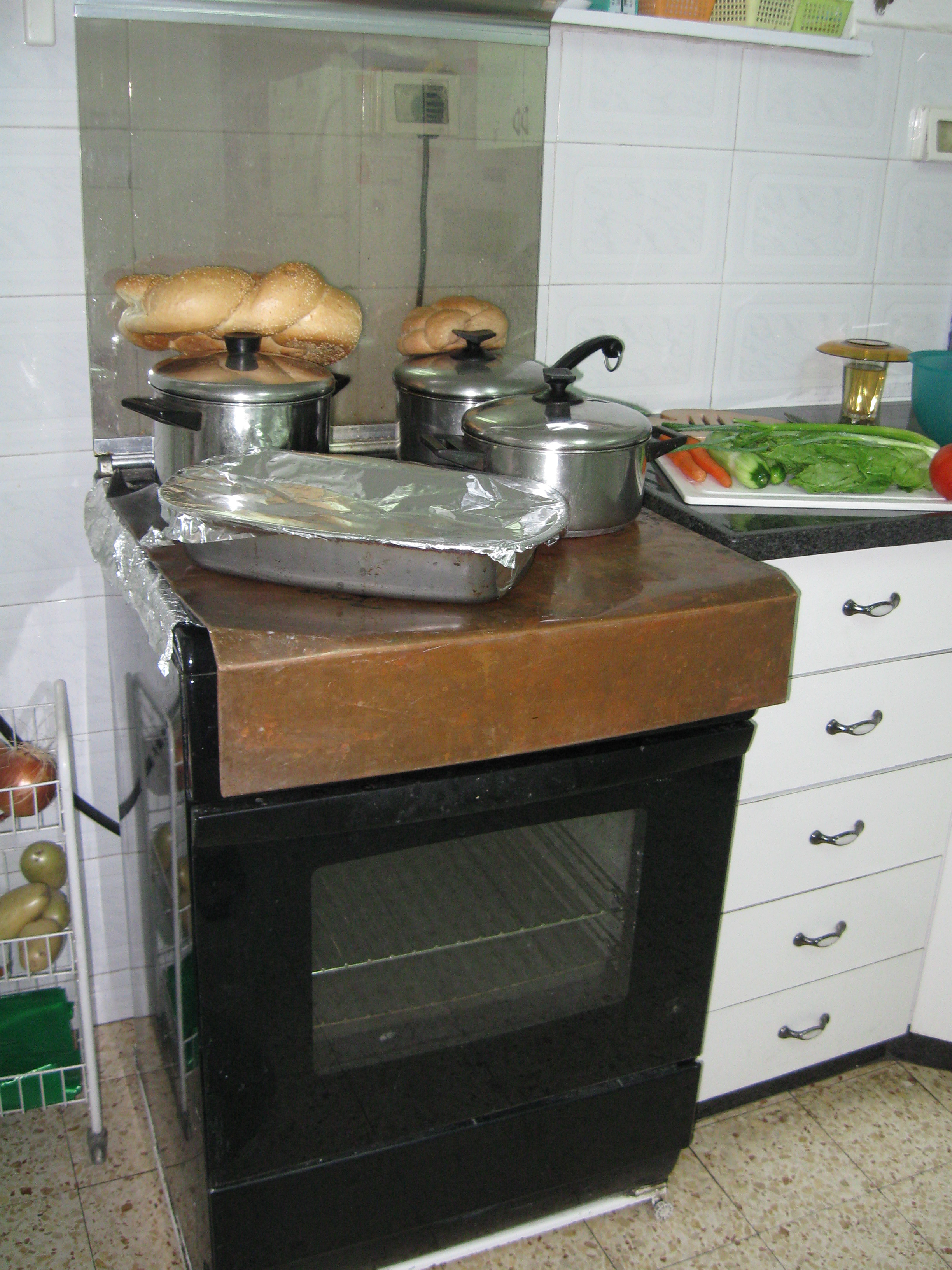
Blech di rame che copre i fornelli, per mantenere caldo il pasto dello Shabbat

Blech (dal tedesco nella forma yiddish, col significato di latta o lamiera) è una lamina di metallo usata da molti ebrei osservanti per coprire i fornelli della cucina (ed in alcune cucine, i pomelli ed i quadranti) durante la festa di Shabbat (il sabato ebraico), quale parte delle precauzioni prese per evitare di violare la proibizione halakhica (Legge ebraica) di cucinare in quel giorno festivo.
In alternativa viene usato un fornello elettrico, spesso chiamato anche "plata" (piastra), che corrisponde ad un particolare tipo di scaldavivande elettrico con elementi riscaldanti coperti e non regolabili (secondo le prescrizioni halakhiche), anch'esso utilizzato per mantenere caldo il cibo durante lo Shabbat oppure anche scaldarlo durante uno Yom Tov (giorno festivo).

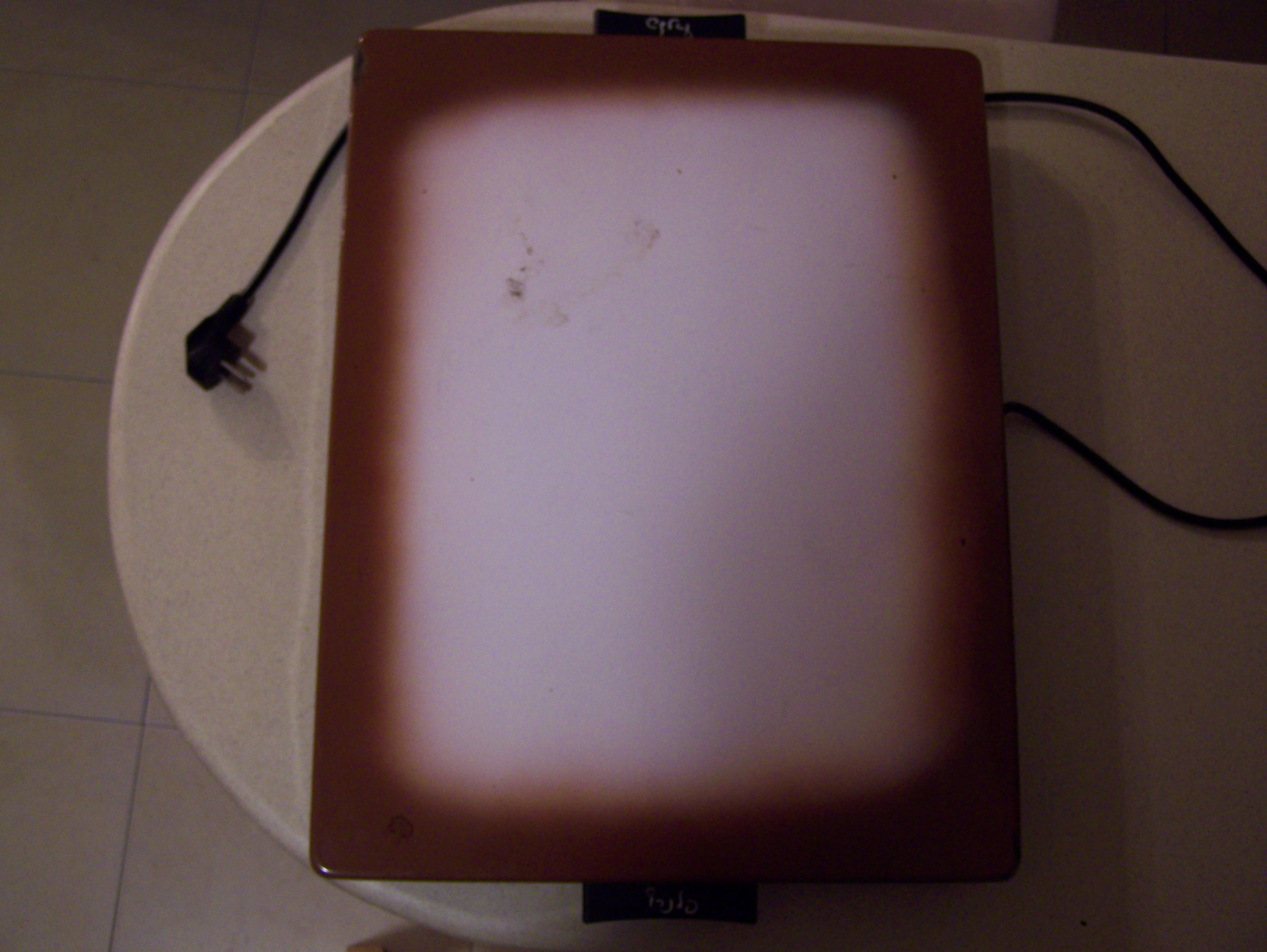
Fornello elettrico (plata) adibito a blech

## Uso comune
La guida ebraica del rabbino Fishel Jacobs, intitolata The Blech Book—The Complete & Illustrated Guide To Shabbos Hotplates fornisce le seguenti istruzioni:
- Il cibo (inclusa l'acqua) inteso per lo Shabbat deve essere completamente cotto.
- Si accendono i fornelli (a gas o elettrici). Il blech viene posto sopra di essi, oppure in alternativa si attiva la plata elettrica, che non necessita di blech.
- Si pone la pentola sul blech. È permesso metterne anche un'altra, sullo stesso blech.
- La pentola sul blech può essere coperta con un coperchio, straccio, tovagliolo, panno, ecc. per preservare il calore. Una parte della pentola deve però essere lasciata scoperta.

Durante lo Shabbat, le pentole devono essere rimosse secondo necessità ed utilizzo. Dopo averle asportate, è permesso riportarle sul blech seguendo queste istruzioni:
- La pentola deve essere rimossa dal blech con l'intenzione di riportarcela dopo e deve essere tenuta tra le mani durante tutto il tempo, senza appoggiarla su nessuna superficie. (Una pentola pesante o difficile da sorreggere può essere appoggiata parzialmente su una superficie, mentre la si tiene, se non ci sono alternative).
- Il cibo deve essere contenuto nella stessa pentola, completamente cotto, e ancora abbastanza caldo.

La permissibilià del blech e la maniera giusta di utilizzarlo è stata messa in dubbio e/o discussa da svariate organizzazioni moderne di Casherut; tuttavia, l'uso del blech per riscaldare il cibo durante Sabbath rimane molto popolare tra gli ebrei osservanti.

## Sicurezza antincendio
È sempre molto importante avere montati in casa gli allarmi antifumo/antincendio, usando inoltre un blech garantito dalle norme di sicurezza.
Nel 2015, durante uno Shabbat, un incendio domestico provocato da un fornello plata difettoso ha causato la morte di sette bambini a Brooklyn, New York. Tale incendio era già stato preceduto da almeno altri quattro incendi a Brooklyn durante la festività ebraica, occorsi nei passati 15 anni e provocati da fornelli per riscaldare il cibo lasciati accesi inavvertitamente o da candele dello Shabbat in osservanza della Legge ebraica sulle attività proibite di sabato. Nel 2005, tre bambini sono morti per un incendio a Williamsburg, Brooklyn, provocato da fornelli a gas lasciati accesi durante la Pesach. Dopo l'incendio del 2015, il New York City Fire Department ha distribuito un opuscolo intitolato "Fire Safety for Jewish Observances (Sicurezza Antincendio durante le Osservanze Ebraiche)" alle case del circondario. Come reazione al citato incendio, molti ebrei di Brooklyn installarono allarmi antifumo prima del successivo Shabbat.